# Hymenodiscus pusilla
Hymenodiscus pusilla är en sjöstjärneart som beskrevs av Fisher 1917. Hymenodiscus pusilla ingår i släktet Hymenodiscus och familjen Brisingidae. Inga underarter finns listade i Catalogue of Life.